# Wet op de beroepen in het onderwijs
De Wet op de beroepen in het onderwijs (Wet BIO) is een Nederlandse onderwijswet waarin de competentie (bekwaamheid) van de onderwijsprofessional wordt uitgedrukt in bekwaamheidseisen en waarin wordt uitgelegd hoe deze gedurende de gehele loopbaan dient te worden onderhouden. Onderwijsinstellingen hebben de plicht om hun onderwijsprofessionals hiertoe in staat te stellen. De wet BIO geldt niet voor alle onderwijsprofessionals maar alleen voor onderwijzers en onderwijsassistenten in alle onderwijsniveaus, uitgezonderd het hoger onderwijs. Daarnaast is de wet van toepassing op onderwijsmanagers in het basisonderwijs; de schoolleiders.

## Achtergrond
Een onderwijsprofessional hoefde voor de wet BIO werd doorgevoerd vaak niet meer dan een diploma of getuigschrift c.q. een akte van bekwaamheid of verklaring omtrent het gedrag te overhandigen en het mocht hem niet zijn verboden om in het onderwijs te werken. Deze eisen bleven ook bestaan en geldig na de invoering van de wet BIO. Maar sinds de invoering van de wet BIO moet een onderwijsprofessional middels kwantitatieve en kwalitatieve criteria aantonen bekwaam te zijn en deze bekwaamheid te onderhouden. De wet was ingegeven door de wens om een definitie te formuleren voor een goede onderwijsprofessional om beter te kunnen werken aan kwaliteitsbewaking en -verbetering. In het proces van beschrijven koos men naast een algemene beschrijving een nader detaillering te doen voor 
- het primair onderwijs
- de onderbouw van het voortgezet onderwijs en in het beroepsonderwijs en volwasseneneducatie
- het voorbereidend hoger onderwijs

Binnen deze indeling is gezien de specifieke aard van het type onderwijs voor het vmbo en bve een verdere detaillering gedaan.

## Bekwaamheden
De beschrijving van het profiel van een onderwijsprofessional wordt in de wet BIO door middel van een gewenst basispakket competenties of bekwaamheden uitgedrukt. De onderwijsprofessionals zelf stellen, een keer in de zes jaar, dit basispakket samen als voorstel aan de minister die het vervolgens in de wetgeving zal verwerken. Met dit pakket wordt een onderwijsprofessional geacht zich bekwaam, dat wil zeggen passend bij zijn rol en verantwoordelijkheid, te gedragen in de beroepssituaties die hij zal tegenkomen. Hoewel dit pakket in Nederland een landelijke dekking heeft mogen scholen extra eisen stellen aan een onderwijsprofessional indien dat past bij de eigen identiteit of situatie. Opleidingen tot onderwijsprofessional houden met dit basispakket rekening en trainen vaak de schoolspecifieke competenties (bijvoorbeeld die gevraagd in jenaplan-, dalton- of montessorionderwijs) in aanvullende cursussen. De bekwaamheidseisen voor onderwijsprofessional is ingegaan op 1 augustus 2006. 

## Bekwaamheidsdossier
De onderwijsinstelling beschrijft het onderhouden van de bekwaamheden van de onderwijsprofessional in het schoolplan onder het strategisch personeelsbeleid en de uitkomsten in bekwaamheidsdossiers. In deze dossiers worden op een gestructureerde wijze de bekwaamheidseisen voor onderwijsprofessionals en het onderhoud daarvan verantwoord met gegevens en beschreven welke afspraken (bijscholing) daarover tussen de onderwijsinstelling en de onderwijsprofessional zijn gemaakt. Het biedt voldoende ruimte om de eigenheid van de onderwijsinstelling en de onderwijsprofessional als het bijvoorbeeld gaat om de eigen onderwijskundige opvatting of vernieuwing, daarin mee te nemen. Een dossier hoeft zodoende alleen te tonen dat men aan de basisbekwaamheden uit de wet BIO voldoet en blijft voldoen en nodigt uit deze zelf verder te specificeren en uit te breiden. Daarnaast betekent ook niet dat het dossier moet aantonen dat men op elk vlak een talent is, het gaat erom dat men voldoende bekwaam op elke wettelijke beroepseis is. Dus het dossier levert in die zin geen informatie voor bijvoorbeeld de functiewaardering. Het zegt alleen dat men bekwaam is voor die functie, dus voldoet aan de minimumeisen, en niet hoe goed men is in de uitvoering van die functie. In het bekwaamheidsdossier wordt in ieder geval de onderwijsbevoegdheid aangetoond. Het hangt van de afspraken tussen de onderwijsinstelling en de onderwijsprofessional af wat er gebeurt als een onderwijsprofessional niet langer bekwaam is volgens het dossier.

## Inspectie
De Nederlandse overheid heeft volgens de grondwet als taak te zorgen dat onderwijsprofessionals voldoende bekwaam zijn. Ook voor de wet BIO bewaakte de overheid deze bekwaamheid middels wetgeving en de inspectie daarop. Wat de wet BIO toevoegt is de afspraken die er dienen te zijn tussen de onderwijsinstelling en de onderwijsprofessional wat betreft bewaking en onderhoud van deze bekwaamheid. De inspectie heeft tot taak middels het PKO (Periodiek Kwaliteitsonderzoek) het onderwijs van de school als totaal te bekijken en niet naar de prestaties van individuele onderwijsprofessionals, ook al doet de inspectie bijvoorbeeld lesbezoeken. Alleen als mocht blijken dat de school niet voldoet aan de eisen van de inspectie kan in het daarop volgende vervolgonderzoek de bekwaamheid van de onderwijsprofessionals en het onderhoud daarvan worden meegenomen.